# His Mother's Son
His Mother's Son é um filme mudo norte-americano de 1913 em curta-metragem, do gênero drama, dirigido por D. W. Griffith. Cópia do filme encontra-se conservada na UCLA Film and Television Archive.